# فيل هايد
فيل هايد (بالإنجليزية: Phil Hyde)‏ (22 أكتوبر 1958 بملبورن في أستراليا - ) هو لاعب كريكت أسترالي. لعب مع فريق فكتوريا للكريكت.

## وصلات خارجية
- فيل هايد على موقع إي آس بي آن كريك إنفو (الإنجليزية)